# H.323
H.323 勧告は、IP網でリアルタイムの音声・動画通信を行うための ITU-T 制定による通信プロトコルの標準である。
バージョン 1 が 1996年、バージョン 2 が 1998年 1月 に承認された。

## 概要
H.323 はオーディオ、ビデオやその他のデータによる、IPネットワークを含むパケット・ネットワークにおけるマルチメディア・リアルタイム通信に関する標準である。そのための要素、通信プロトコルおよび手続きを記述している。LAN から WAN までの様々なネットワークにおいて、オーディオだけ、オーディオとビデオ、オーディオとデータなど、様々なマルチメディア・データの組合せにおいて使用することができる。
H.323 の最初の版は 1996 年 10 月に出版されたが、その後 1998 年、1999 年、2000 年、2003 年にそれぞれ改訂され、現在の版は第 5 版である。H.323 第 5 版に関連するドキュメントとして次のものがある。
- Recommendation H.323: Packet-based multimedia communications systems, Infrastructure of audiovisual services – Systems and terminal equipment for audiovisual services, ITU-T, 2003.
- Recommendation H.225.0: Call signalling protocols and media stream packetization for packet-based multimedia communication systems, Infrastructure of audiovisual services – Systems and terminal equipment for audiovisual services, ITU-T, 2003.
- Recommendation H.245: LINE TRANSMISSION OF NON-TELEPHONE SIGNALS, CONTROL PROTOCOL FOR MULTIMEDIA COMMUNICATION – Systems and terminal equipment for audiovisual services, ITU-T, 2002.

## 特徴
- 相互接続性の確保が可能。
- ネットワーク構成から独立している。
- オペレーティングシステム・アプリケーションソフトウェアから独立している。
- メッセージはバイナリ形式を採用している。

## 構成要素
IP電話網を例にして、H.323 の 4 個の構成要素 (必要とされる装置) を説明する。

### 端末
サービス端末としての機能を有する機器。
- パーソナルコンピュータ
- 電話機

### ゲートウェイ
他の通信プロトコルとの相互変換を行う機器。他の網からの信号によりパケットを組み立てゲートキーパーからの指令でIP網へ送信、受信したパケットを信号に変換して他の網へ送出する。
- IP電話アダプタ
- IP-PBX

### ゲートキーパー
ネットワークの接続管理や付加機能を実現する機器。H.323 ネットワークを制御する頭脳にあたる。次の機能を持つ。
- IPアドレスと電話番号などの相互変換
- 通信帯域幅制御 : QoSのためのアドミッション制御
- 課金
- 転送・保留・プレゼンス管理などの付加機能。

必須機能ではないが、通常、端末を発見し、認証・認可し、帯域を管理し、アカウントや課金の管理をするなどの機能をもつ。

### 多地点間通信装置
- Multipoint Control Unit (MCU)：パケットを端末に配分し、電話会議などの多地点間通信を行う機器。MCU は会議の資源を管理し、端末間の交渉をおこない、場合によってはメディア・ストリームを扱う。MCU はゲートウェイ、ゲートキーパーと同一のデバイス上に共存させることも可能である。

## H.323 におけるプロトコルとコーデック
H.323 においては下記のようなプロトコルやコーデックを使用することが定められている。
- H.225 登録、許可、状態 (RAS – registration, admission, and status)
- H.225 呼シグナリング
- H.245 制御シグナリング
- RTP (Real-time Transport Protocol)
- RTCP (Real-time Transport Control Protocol)
- オーディオ・コーデック G.711、G.729、G.723.1
- ビデオ・コーデック H.261、H.263

コーデックとはオーディオ、ビデオなどのデータ表現形式であり、H.323 においてはリアルタイム通信に適したコーデックが指定されている。

## H.323 Annex
- A : H.245セッション制御メッセージ
- B : 動画のスケーラプル符号化への対応
- C : Asynchronous Transfer Mode(ATM)での伝送
- D : リアルタイム・ファクシミリ
- E : UDP通信手順
- F : 音声専用端末制御手順
- G : リアルタイム・テキスト・チャット
- H : 移動体拡張(Mobility)のアプリケーション層
- I : 移動体拡張のトランスポート層以下
- J : Annex Fのセキュリティ拡張
- K : HTTPとの連携
- L : 起動信号
- M : QSIG(Signaling protocol over Q reference point),ISUP(ISDN User Part) ,DSS1(Digital Signaling System 1)のトンネリング中継
- N : End to EndのQuality of Service(QoS)制御と信号伝送
- O : Internet Engineering Task Force(IETF)標準のIP電話
- P : リアルタイム・モデム中継
- Q : 遠隔カメラ操作、H.281,H.224
- R : 構成要素の拡張法